# 科里爾百科全書

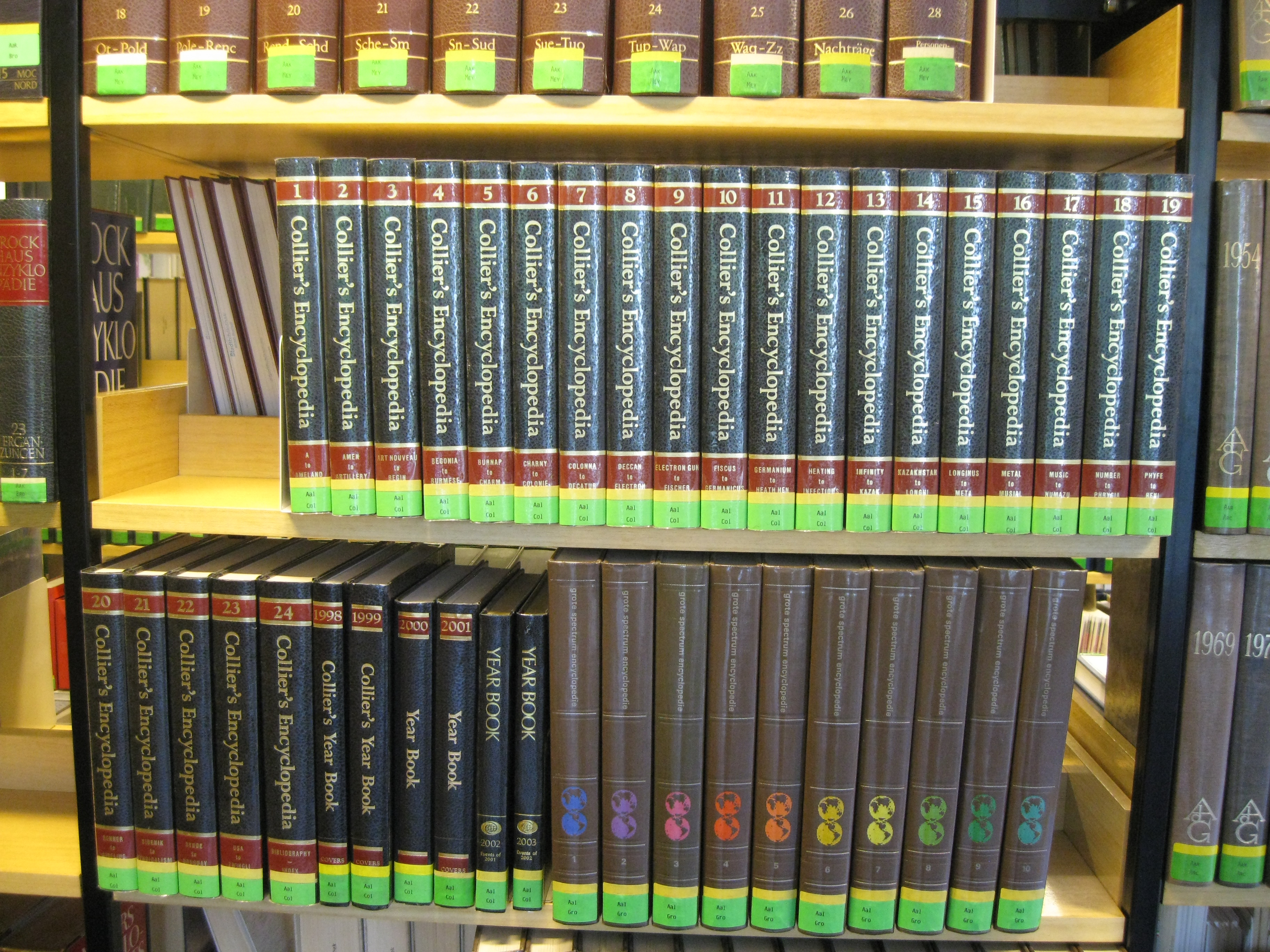
《科里爾百科全書》

《科里爾百科全書》（英語：Collier's Encyclopedia，全稱：Collier's Encyclopedia with Bibliography and Index）是英語世界著名的大型綜合性百科全書之一，與《大美百科全書》、《大英百科全書》合稱「ABC百科全書」。
《科里爾百科全書》由美國的科里爾公司於1949年開編，初次印行於1950年、51年間，當時共20冊，1962年版時擴充為24冊。以大中学生为主要对象。1997年版計有2萬3000條條目，條目數量雖看似少於其他著名百科，但其實內容相當豐富，這是因為其編輯政策傾向於將相關條目合併為一長條目。高比例的彩色或全彩插圖亦為其特色，全書約有2/5的頁面都加入了插圖。該百科的最後一冊是參考書目，計有約45萬條索引。該公司每年還會出版一本《科里爾年鑑》作為更新與補充。
1998年微軟買下《科里爾百科全書》的電子版權，並將其內容合併於自家旗下的Encarta線上百科。亞特拉斯出版公司（舊名為Collier Newfield Inc.）雖然保留了紙本版權，但該公司已停止刊印。